# Friedrich August Stüler
Friedrich August Stüler (Mühlhausen, 28 gennaio 1800 – Berlino, 18 marzo 1865) è stato un architetto tedesco.

## Opere
- 1827–1831 ricostruzione della chiesa di Parchen (probabile)
- 1834 ampliamento della chiesa di Basedow e della tenuta del Castello di Basedow (altri lavori nel 1853–55)
- 1837 progetti per la ricostruzione del Palazzo d'Inverno a San Pietroburgo
- 1834–37 chiesa St. Peter und Paul a Nikolskoje presso Stolpe
- 1840 ricostruzione della Moskowitersaal a Königsberg
- 1841-1842 chiesa a Petzow[1]
- 1842 ampliamento del castello di Coblenza
- 1842 castello di Stolzenfels presso Coblenza (secondo progetti di Karl-Friedrich Schinkel)
- 1842–45 ampliamento della Franziskaner-Klosterkirche a Berlino
- 1843–44 castello di caccia a Letzlingen
- 1843–1855 Neues Museum a Berlino
- 1844–1845 St. Jacobikirche nella Luisenstadt di Berlino
- 1844–1863 Università di Königsberg
- 1844–1846 Haus Sommer e Palais Liebermann a Berlino
- 1844–1846 St. Matthäuskirche a Berlino
- 1845 (circa) ala Stüler-Bau del castello di Breslavia (distrutta nel 1945)
- 1845–1854 Friedenskirche a Potsdam
- 1845 chiesa evangelica a Wiehl-Drabenderhöhe
- 1845 Schildhorn-Denkmal a Berlino
- 1846 progetti di restauro della Marienkirche a Mühlhausen
- 1846-1848 chiesa a Saarmund[2]
- 1846–1856 interni della Basilika a Treviri (distrutti)
- 1847–1849 chiesa parrocchiale evangelica a Birkenwerder[3]
- 1847–1853 castello a Jarotschin
- 1847–1863 Belvedere sul Pfingstberg a Potsdam
- 1848–1852 chiesa a Caputh[4]
- 1848? chiesa St. Johannis a Niemegk
- 1848–1866 Nationalmuseum a Stoccolma
- 1850–1867 Burg Hohenzollern a Bisingen
- 1851–1864 Orangerie a Potsdam
- 1851 arco di trionfo sul Mühlenberg a Potsdam
- 1851 castello di Schwerin
- 1851–1857 ponte sulla Vistola a Tczew
- 1852–1853 monumento funebre a Karl von Müffling ad Erfurt
- 1852-1853 chiesa a Glindow[5]
- 1852–1859 corpi di guardia al castello di Charlottenburg
- 1853 chiesa parrocchiale di San Giovanni a Niemegk[6]
- 1854 monumento funebre a Anton zu Stolberg-Wernigerode a Wernigerode
- 1854–1855 chiesa di Bornstedt a Potsdam
- 1854–1858 scuderie a Meiningen (con August Wilhelm Döbner)
- 1854-1860 chiesa a Peitz
- 1855–1858 chiesa a Reitwein
- 1855–1861 museo Wallraf Richartza Colonia (distrutto)
- 1857 chiesa a Werder[7]
- 1857 chiesa evangelica St. Johannes a Hechingen
- 1857 ampliamento della chiesa St. Johannis a Berlino
- 1857–1860 Trinitatiskirche a Colonia
- 1857–1867 St. Bartholomaei-Kirche a Demmin (conclusa da Bartholomaeus Weber)
- 1858–1859 chiesa a Stolpe
- 1858–1874 Domkandidatenstift a Berlino (concluso da Stüve)
- 1859 ampliamento del castello a Prötzel
- 1859–1866 Sinagoga nuova di Berlino (Neue Synagoge Berlin) Chiesa di Fehrbellin-Langen

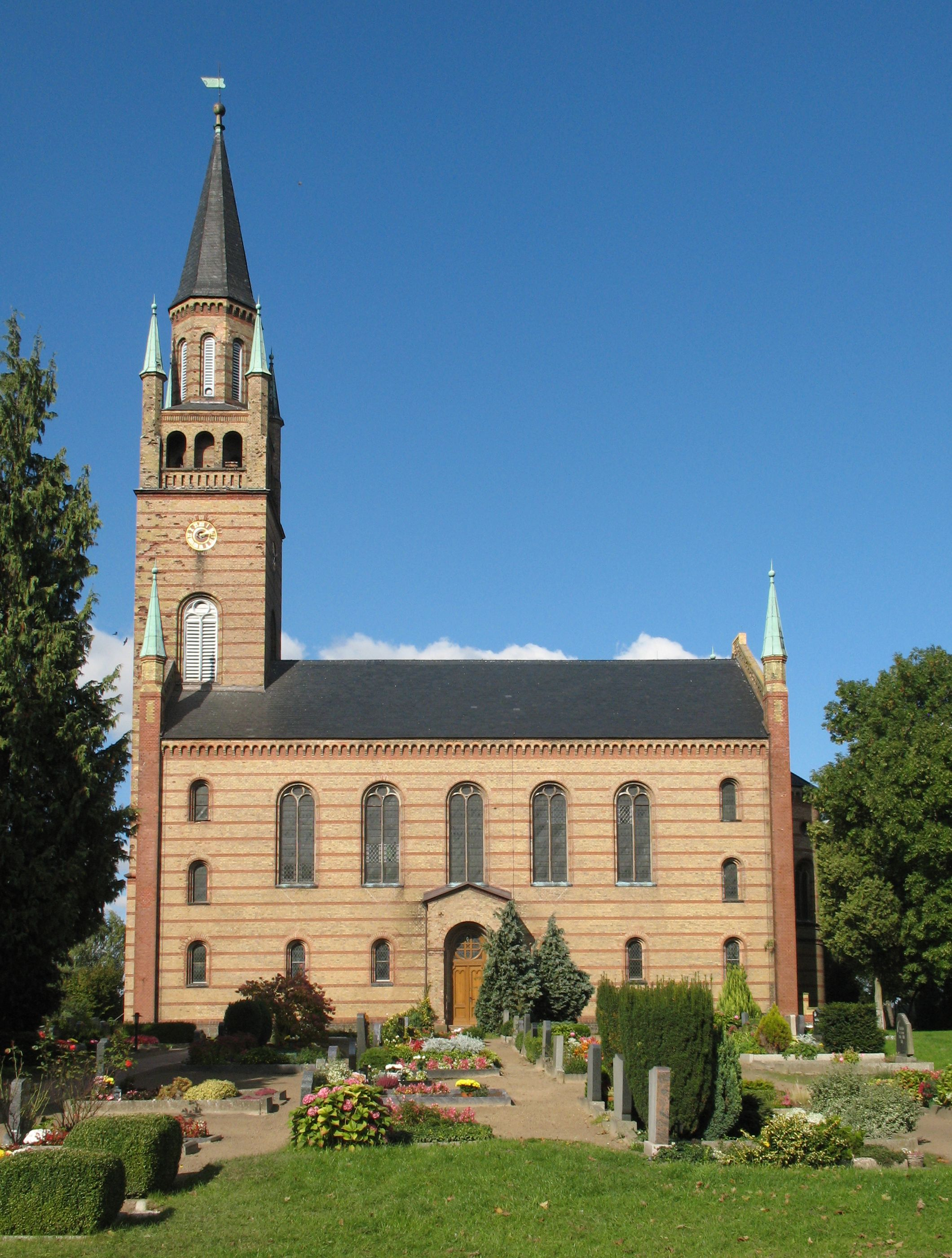
Chiesa di Fehrbellin-Langen

- 1859–1861 chiesa del castello a Letzlingen
- 1859–1862 chiesa a Pinnow
- 1860–1864 Orangerie a Sinzig
- 1860 chiesa a Hohensaaten
- 1860 chiesa a Dippmannsdorf
- 1861 progetto per la Sankt-Paulus-Kirche a Colbitz (costruita postuma)
- 1862–1865 accademia delle scienze a Budapest
- 1862–1876 Alte Nationalgalerie a Berlino
- 1864–1866 chiesa di St. Nicolai a Oranienburg[8]
- 1864 progetto per la Zwölf-Apostel-Kirche a Berlino (costruita postuma da Hermann Blankenstein)
- 1865 ampliamento del castello di Neustrelitz
- 1867 chiesa di Fehrbellin[9]
- 1870-1871 chiesa di Marzahn presso Berlino (postuma)